# Hyundai ix55
Der Hyundai ix55 war ein SUV der Marke Hyundai, das von Frühjahr 2009 bis Ende 2011 in Europa angeboten wurde. Mit dem ix55 führte Hyundai in Europa seine neuen Modellbezeichnungen in Ziffernform fort. Als größere und komfortablere Variante des Santa Fe löste er größenmäßig den inzwischen eingestellten Terracan ab. 
Der Verkaufsstart fand in Korea im Oktober 2006 statt, während das Fahrzeug in den Vereinigten Staaten im Frühjahr 2007 in den Handel kam. Auf diesen beiden Märkten wurde das Fahrzeug unter der Bezeichnung Veracruz vertrieben. Der Name bezieht sich auf die Stadt Veracruz in Mexiko.
Der Santa Fe in der Langversion wurde als Hyundai Grand Santa Fe der Nachfolger in Europa und als Hyundai Maxcruz Nachfolger des Veracruz.

## Technik
Der ix55 stellte eine verlängerte Version des Hyundai Santa Fe dar. Er wurde als 2WD mit einer angetriebenen Vorderachse oder als 4WD (Allradantrieb) angeboten. Zur Kraftübertragung kam ein neu entwickeltes 6-Gang-Automatikgetriebe zum Einsatz.

## Motoren
Der in den USA unter Veracruz bezeichnete ix55 wurde ausschließlich mit einem 3,8-l-V6-Motor mit 191 kW (260 PS) angeboten, der ebenfalls im Hyundai Azera und im Hyundai Entourage Verwendung fand.
Um hinsichtlich der Umweltverträglichkeit in Europa ebenfalls Absatzmöglichkeiten für den ix55 zu schaffen, entwickelte Hyundai den ersten V6-Dieselmotor in seiner Firmengeschichte. Dabei handelte es sich um einen 3,0-l-V6-Commonraildiesel. Dieser leistete 176 kW (239 PS) bei 3800/min und 451 Nm bei 1750–3500/min. Ende 2011 wurde dieser Motor überarbeitet und leistete fortan 184 kW (250 PS). Das Drehmoment stieg auf 471 Nm bei 1750–3500/min. Durch weitere Optimierungen und dem Einsatz eines abschaltbaren Eco-Modes sank der Normverbrauch auf 7,6 l/100 km.

## Daten
Der Dieselverbrauch des Sechszylinders lag nach ECE-Verbrauchsnorm bei 12,4 l/100 km innerorts, 7,6 l/100 km außerorts und  9,4 l/100 km kombiniert.

## Ausstattung
Der ix55 wurde in den Ausstattungsvarianten Comfort und Premium angeboten, der Veracruz in den Ausstattungsvarianten GLS, SE und Limited. Bei allen drei Varianten ist eine dritte Sitzreihe serienmäßig.

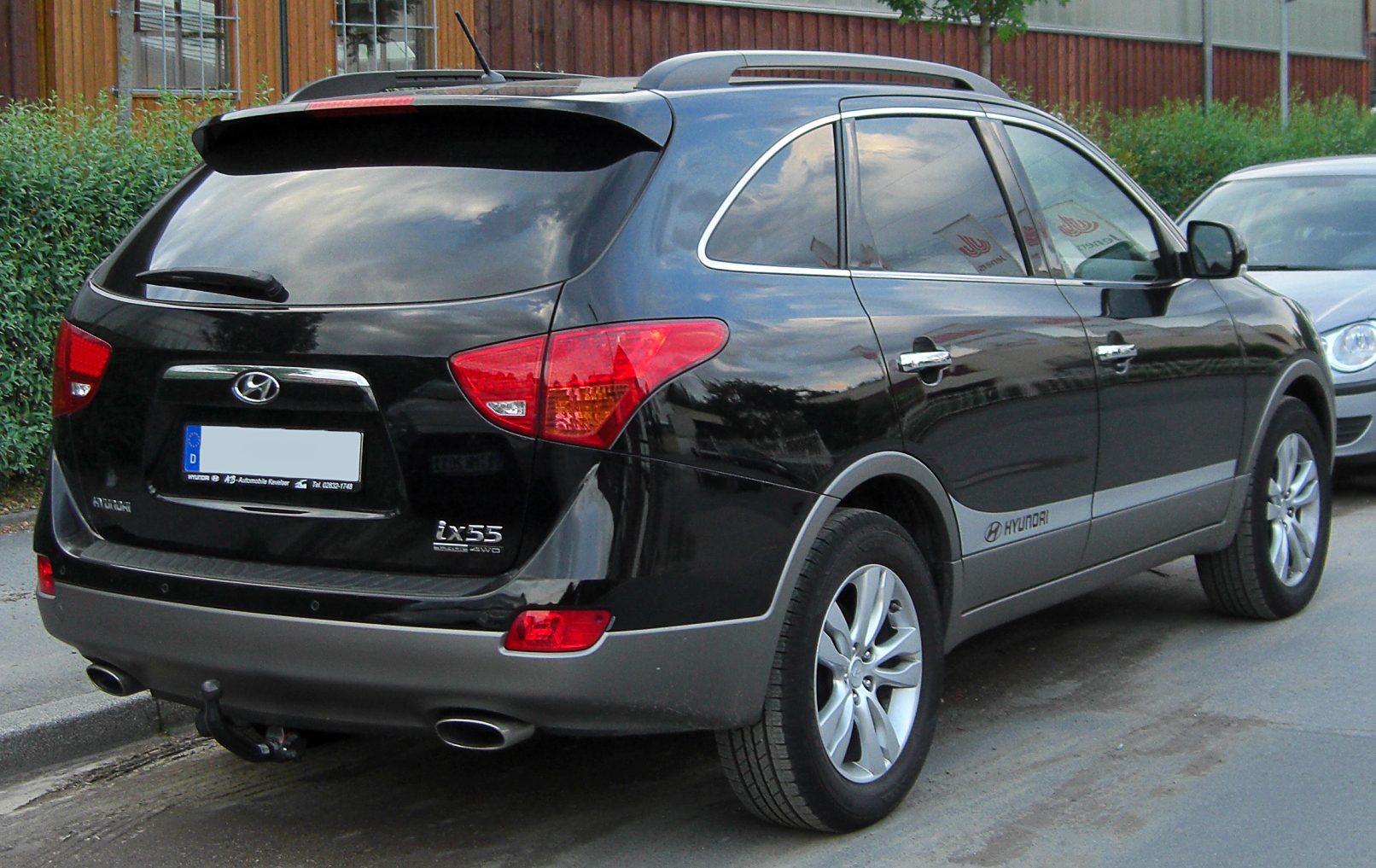
Heckansicht

Hyundai bot eine umfangreiche serienmäßige Sicherheitsausstattung an, zu der u. a. eine Stabilitätskontrolle, Front- und Seitenairbags für alle drei Sitzreihen sowie Seitenaufprallschutz gehörten. Im Grundpreis enthalten war eine umfangreiche Innenausstattung (u. a. mit Tempomat, Klimaanlage und Lederausstattung ab SE-Variante). 
In den USA kostete der ix55, der dort unter der Bezeichnung Veracruz angeboten wurde, zwischen ca. 26.300 $ für das GLS-Modell mit Frontantrieb und 34.000 $ für die Limited-Version mit Vierradantrieb.

## Zulassungszahlen
In der Bundesrepublik wurden zwischen 2009 und 2013 insgesamt 1.949 Hyundai ix55 neu zugelassen.
|  |

|  |

|  |

|  |

|  |

|  |

|  |

|  |

|  |

|  |

|  |

|  |

|  |

|  |

|  |

|  |

|  |

|  |

|  |

|  |

|  |

|  |

|  |

|  |

|  |

|  |

|  |

|  |

|  |

|  |

|  |

|  |

|  |

|  |

|  |

|  |

|  |

|  |

|  |

|  |

|  |

|  |

|  |

|  |

|  |

|  |

|  |

|  |

|  |

|  |

|  |

|  |

|  |

|  |

|  |

|  |

|  |

|  |

|  |

|  |

|  |

|  |

|  |

|  |

|  |

|  |

|  |

|  |

|  |

|  |

|  |

|  |

|  |

|  |

|  |

|  |

|  |

|  |

|  |

|  |

|  | Diesel (1.949) |

|  | Diesel (1.949) |